# Bailleau-l'Évêque
Bailleau-l'Évêque é uma comuna francesa na região administrativa do Centro, no departamento Eure-et-Loir. Estende-se por uma área de 19,77 km². Em 2010 a comuna tinha 1 182 habitantes (densidade: 59,8 hab./km²).